# Józef Mieszkowski
Józef Tadeusz Mieszkowski, ps. „Jan Zadora”, „Tadeusz Jankowski”, „Jotem”, „jtm” (ur. 19 marca 1905 w Piotrkowie Trybunalskim, zm. 14 lipca 1969 w Warszawie) – polski dziennikarz, socjalista i urzędnik konsularny.

## Życiorys
Syn Juliana, geodety. Podczas I wojny światowej przebywał wraz z rodziną w Rosji w Saratowie. Uczęszczał do gimnazjum w Pabianicach (1918-). Pełnił służbę wojskową (1920). Prowadził działalność wydawniczo-dziennikarską współpracując m.in. z Robotnikiem i „Dziennikiem Powszechnym”. Ukończył studia polonistyczne na Uniwersytecie Warszawskim (1925-1929) oraz Szkołę Podchorążych Rezerwy Piechoty (1930-1931). Pracował w Głównym Urzędzie Statystycznym i Centralnej Komisji Porozumiewawczej Związków Pracowniczych. Wziął udział w kampanii wrześniowej i przedostając się przez Węgry wstąpił do Wojska Polskiego we Francji, następnie w Armii Polskiej w Wlk. Brytanii. Pełnił funkcję przedstawiciela Ambasady RP przy Dowództwie Polskich Sił Zbrojnych w ZSRR w Buzułuku (1941) oraz delegata Ambasady RP w Krasnojarsku (1941-1942). Aresztowany przez NKWD powrócił do kraju w 1955. Współpracował z Prawem i Życiem, Polityką, Światem i Życiem Gospodarczym. Autor haseł w Słowniku biograficznym działaczy polskiego ruchu robotniczego.